# 十甲基二茂铁
十甲基二茂铁，又称双(五甲基环五二烯)铁(II)，是一种有机化合物，化学式 Fe(C
5(CH
3)
5)
2 或C
20H
30Fe。它是一种夹心配合物，由亚铁离子（Fe2+）和两个五甲基环戊二烯阴离子（Cp*-或(CH
3)
5C−
5）组成。它是二茂铁的衍生物，由甲基取代所有的氢原子而成。十甲基二茂铁有时简写为DmFc、 Me
10Fc 或FeCp*2。
十甲基二茂铁是一种黄色晶体，是一种还原剂。Fe(II)中心可以被轻易氧化成Fe(III)，产生一价正离子十甲基二茂铁(III)阳离子，甚至更高的氧化态。

## 制备
十甲基二茂铁可以由五甲基环戊二烯衍生物和氯化亚铁反应而成：
2 Li(C5Me5) + FeCl2 → Fe(C5Me5)2 + 2 LiCl
产物可以通过升华纯化。铁-碳平均距离约为 2.050 Å。它的结构已被X射线晶体学确认。

## 反应
类似二茂铁，十甲基二茂铁的 Fe(II) 容易被氧化成 Fe(III)。由于十个甲基的诱导效应，十甲基二茂铁的还原性比二茂铁强。氧气在十甲基二茂铁的酸性溶液中会被还原成过氧化氢。
使用强氧化剂（例如SbF
5或AsF
5的SO
2溶液，或是XeF+/Sb
2F−
11的HF/SbF
5溶液）氧化十甲基二茂铁可以得到稳定的十甲基二茂铁(IV)双阳离子。在它的Sb
2F−
11盐中，两个Cp环是平行的。相比之下，两个Cp环在SbF−
6盐中有17°的倾斜。